# With Love... Hilary Duff
"With Love... Hilary Duff" é a primeira fragrância da atriz e cantora americana Hilary Duff. Ela é distribuída pela Elizabeth Arden, Inc.. "With Love ... Hilary Duff" foi uma das três fragrâncias lançadas em lojas de departamento mais vendidas dos Estados Unidos no final de 2006. A fragrância foi disponibilizada em grandes lojas de departamento do Reino Unido e foi expandida para o Canadá e o Japão, dentre outros países.
A fragrância foi suportada por uma campanha publicitária multimilionária, que incluiu comerciais, um videoclipe de um single de Duff, "With Love", e múltiplas aparições em talk-shows. O comercial de "With Love ... Hilary Duff" serviu com videoclipe do single de Duff de 2007, "With Love", que foi lançado pela MTV em fevereiro de 2007. Kellan Lutz foi participou do comercial. O comercial estreou na MTV 60 segundos de duração, e há uma versão mais curta com quinze segundos de duração. Apresenta Duff sendo perseguida por um homem, e Duff é vista mais tarde usando uma peruca em um elevador. O homem segue-a para dentro do elevador e eles começam a se abraçar, mas os cabos do elevador se rompem e o elevador cai para baixo. A tela fica branca com as palavras "To Be Continued ..." e termina.

## Informação
De acordo com o site oficial da fragrância, o frasco foi desenhado pela própria Duff. Ela disse ao Houston Chronicle que ela gostou do processo de desenvolvimento da fragrância o suficiente, e que ela gostaria de se tornar uma perfumista em tempo integral no futuro. Em 2006, Hilary citou, "Eu queria criar uma fragrância que agrade e incorpora o meu senso de estilo e personalidade. Uma fragrância que todos irão gostar ... inclusive eu".

## Premiação
With Love... Hilary Duff foi indicada à categoria Best Celebrity Women's Fragrance no 8º Annual Basenotes Awards. A fragrância concorreu com outras nove finalistas. A categoria foi vencida pela fragrância de Mariah Carey, M.

## Wrapped with Love
Dentro do "Wrapped with Love", você encontrará sugestões de melado, tangerina, laranja sangue, ameixa, violeta, lírio branco, mangusto, framboesa, baunilha, almíscar e mousse de chocolate branco.